# Verwaltungsgemeinschaft Osternienburg

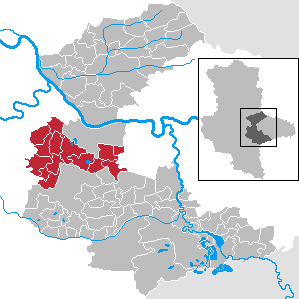
Lage der Verwaltungsgemeinschaft Osternienburg im Landkreis Anhalt-Bitterfeld

In der Verwaltungsgemeinschaft Osternienburg des Landkreises Anhalt-Bitterfeld in Sachsen-Anhalt waren 14 Gemeinden zur Erledigung ihrer Verwaltungsgeschäfte zusammengeschlossen. Zur bestehenden Verwaltungsgemeinschaft Osternienburg kamen am 1. Januar 2005 die Gemeinden Großpaschleben, Kleinpaschleben, Trinum und Zabitz aus der aufgelösten Verwaltungsgemeinschaft Ziethetal sowie die Gemeinde Libbesdorf aus der aufgelösten Verwaltungsgemeinschaft Oberes Ziethetal hinzu.
Am 1. Januar 2010 schlossen sich alle Mitgliedsgemeinden zur Einheitsgemeinde Osternienburger Land zusammen. Die Verwaltungsgemeinschaft wurde aufgelöst.
Die Verwaltungsgemeinschaft hatte eine Fläche von 138,68 km² und 9930 Einwohner (31. Dezember 2006).

## Die ehemaligen Mitgliedsgemeinden mit ihren Ortsteilen
- Chörau
- Diebzig
- Dornbock mit Bobbe
- Drosa
- Elsnigk mit Würflau
- Großpaschleben mit Frenz
- Kleinpaschleben mit Mölz
- Libbesdorf mit Rosefeld
- Micheln mit Klietzen und Trebbichau
- Osternienburg mit Pißdorf und Sibbesdorf
- Reppichau
- Trinum
- Wulfen
- Zabitz mit Maxdorf und Thurau

## Belege
1. ↑  StBA: Gebietsänderungen vom 01. Januar bis 31. Dezember 2010